# 鉄砲光三郎
鉄砲 光三郎（てっぽう みつさぶろう）は、河内音頭の音頭取りの名跡。

## 初代
本名：鉄砲光三（1929年2月3日 - 2002年6月2日）。妻は太鼓叩きの鉄砲光子。娘は声優の鉄砲ゆりの。鉄砲博三郎は従兄弟。
伝統的な河内音頭を現代的河内音頭に変革した画期的人物である。昭和30年代末から40年代前半にかけ、ギタリスト出身の作曲家和田香苗とコンビを組んで『鉄砲節』と称し、ジャズや浪曲、安来節などの要素を採り入れた変幻自在のリズムや節回しで、人気を呼ぶ。博三郎、敏三郎の三人で『鉄砲三三郎（さんさぶろう）』と呼ばれることもあった。

### 人物と芸風
祖母は御詠歌を唸らせる名人であった、そんな縁で幼少の頃から地元の河内音頭に親しみ、3歳で初めて櫓に立つ。関西大学法学部法律学科卒業後、八尾市役所に勤務の傍らアルバイトで音頭取りを続けていたが、人気が嵩じてプロに転向し市役所を退職。1955年に盆踊りの司会者であった光子と結婚。太鼓が得意であった為に伴奏でコンビを組む事になる。歴代の三味線奏者は、小野忠雄、暁照雄、富岡花子（浪曲師の藤川友春〈初代〉の姪）、津軽三味線佐々木流の佐々木壮明など。
1959年に新世界・新花月で寄席初舞台。1961年にレコード『鉄砲節河内音頭』がミリオンセラーになり、河内音頭ブームを再燃させた結果、テレビ、ラジオの演芸番組のみならず、歌謡曲、仁侠映画の世界、海外公演にも活躍の場を広げた。1968年12月、浅草国際劇場の舞台に立ち、関東において「河内音頭」を先駆的に伝えることとなる。
1981年、大阪府文化功労賞受賞。1995年、文化功労者受章。

### 弟子
- 鉄砲一若
- 鉄砲光 - 鉄砲光会
- 鉄砲光男 - 鉄砲光会
- 鉄砲光貴 - 鉄砲光会
- 鉄砲光丸
- 鉄砲光二美　光二美会

## 出演
- 鉄砲十三夜（ラジオ大阪）1960年（昭和35年）から3年間、日曜夜23時〜23時30分[3]
- 鉄砲節（関西テレビ放送）1961年（昭和36年）4月17日〜12月31日。月曜23時〜23時15分[4]。
- 新 悪名   1962年
- てなもんや三度笠 1963年
- 鉄砲光三郎ショー（関西テレビ放送）1963年（昭和38年）1月5日〜4月19日。30分番組[5]。
- 鉄砲光三郎アワー（サンテレビ 1983年　宮尾たか志 司会）

他、関西圏の音頭番組、浪曲番組などに出演。

### CM
- 参天製薬「スーパーサンテ」（1963年）
- ライオン歯磨「シャワシャワ」1982年

### CD・レコード
- 民謡鉄砲節（1974年、テイチク、カセット）
- やったれ、浪華で。日本シリーズ。（1984年、SpeedShock、シングルレコード）
- 芸能生活60周年記念 鉄砲光三郎 60年のすべて（1991年7月10日、テイチク、CD）
- 鉄砲光三郎の世界（1993年4月21日、テイチク、CD）
- 秘蔵 鉄砲節河内音頭大全集（2003年、テイチク、CD）

## 2代目
（10月25日 -所属声優事務所の方針により本名、年齢等非公開）。
初代の娘で、声優兼声優養成所所長の(鉄砲ゆりの)が、父の七回忌を機に、2008年10月1日に2代目を襲名した。

## 逸話
嵐山光三郎が編集者から作家に転向することに決め、筆名を決める際に鉄砲光三郎から採ったという逸話がある。